# Steen Boldsen
Steen Boldsen (Gladsaxe, 7. listopada 1955.), bivši je danski rukometaš i rukometni reprezentativac.
Otac je danskog rukometnog reprezentativca Joachima Boldsena. 
Sve susrete za Dansku je odigrao 1978., a igrao je protiv Færøernea, Jugoslavije, DR Njemačke i Švicarske.

## Vanjske poveznice
- (danski) Historie - Klubbens fødsel  Arhivirana inačica izvorne stranice od 29. studenoga 2012. (Wayback Machine) Helsingør Håndbold Forening HHF